# Cleora pendleburyi
Cleora pendleburyi es una especie de polilla de la familia Geometridae. La especie fue descrita por primera vez por Louis Beethoven Prout en 1929 con distribución en la Malasia peninsular. El holotipo de la especie fue descrita en el sector conocido como Bukit Kutu, sierras forestales de Selangor.